# آرتور (بازیکن فوتبال، زاده ۱۹۹۸)
آرتور (انگلیسی: Artur؛ زادهٔ ۱۵ فوریهٔ ۱۹۹۸) بازیکن فوتبال اهل برزیل است.
از باشگاه‌هایی که در آن بازی کرده‌است می‌توان به باشگاه فوتبال باهیا و باشگاه فوتبال پالمیراس اشاره کرد.
وی همچنین در تیم‌های ملی فوتبال زیر ۱۷ سال برزیل، زیر ۲۰ سال برزیل، و زیر ۲۳ سال برزیل بازی کرده‌است.